# Moodswinger

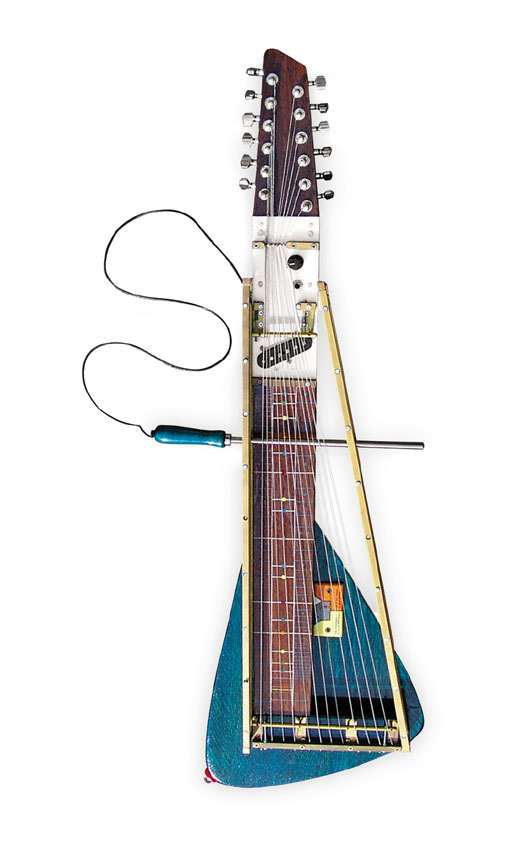
Der Moodswinger, eine Third-Bridge-Gitarre für Aaron Hemphill, Liars

Ein Moodswinger ist eine Third-Bridge-Gitarre, die der niederländische Künstler und Musiker Yuri Landman 2006 für die US-amerikanische Band Liars erfunden hat. Obgleich das Instrument einer E-Gitarre ähnelt, ist es eine Flachbrettzither, da es weder Bünde noch einen Hals besitzt.
Der Moodswinger hat daneben einen zusätzlichen dritten, beweglichen Steg. Pickup und elektronische Bauteile befinden sich im Hals und nicht, wie bei Gitarren üblich, im Korpus.

## Stimmung und Obertöne
Der Moodswinger hat zwölf Saiten in der Quartenzirkel-Stimmung E–A–d–g–c'–f'–ais'–dis''–gis''–cis'''–fis'''–h''', die in drei Reihen zu je vier Saiten angeordnet sind. Der dritte Steg teilt die Saiten in zwei Teile mit unterschiedlichen Tonhöhen. Je nachdem, wo die Saite gezupft wird, erklingt zusätzlich ein glockenartiger Oberton.

## Verwendung

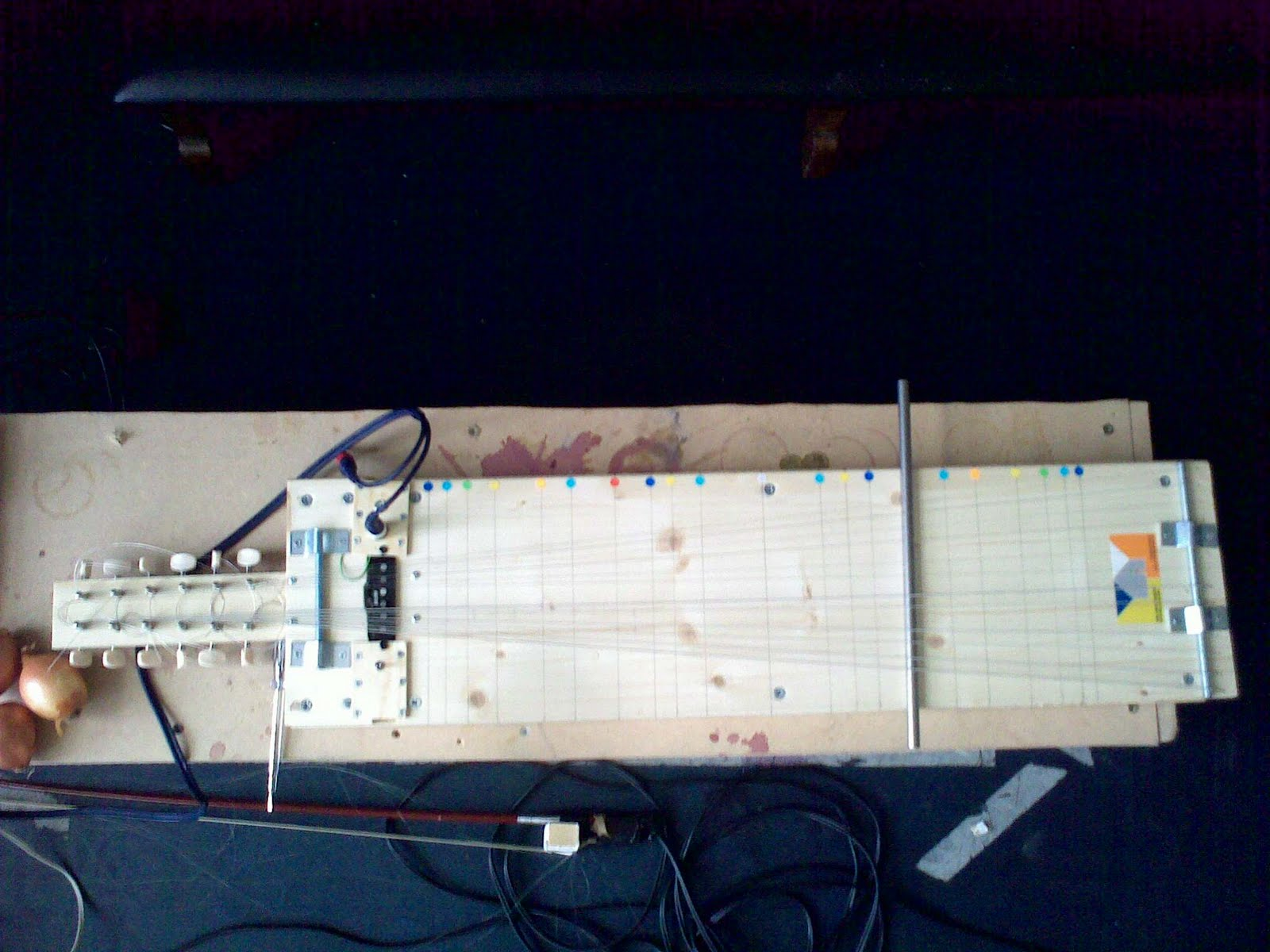
Der Home Swinger, eine Variante, 2009

Landman baute im März 2007 ein zweites Instrument, die Moonlander, für die Band Sonic Youth. Danach folgten weitere, unter anderem die Bachelor QS für Jad Fair von Half Japanese und die Springtime für Laura-Mary Carter von Blood Red Shoes. Im Jahr 2009 entwickelte er eine Workshop-Version, den Home Swinger, für Musikfestivals.

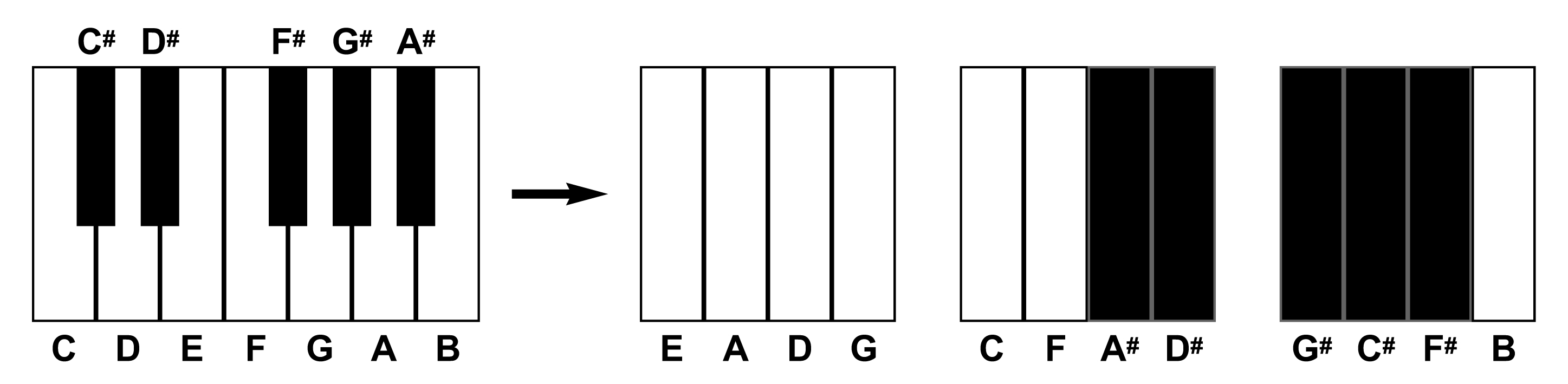
Stimmung

Gespielter Ton, Oberton, Resonanz und Kombination

Obertonpositionen und Skale auf Hals

## Musik
- Liars – Leather Prowler
- Avec-A – Akkemay, 2008[1]

## Referenzen
- Artikel: Experimental Luthier Yuri Landman Introduces the Moodswinger - engl.
- Bassist Yuri Landman - niederländisch
- Dit is.... de Moodswinger van Yuri Landman - niederländisch
- Moonlander - niederländisch